# Apamea basistriga
Apamea basistriga är en fjärilsart som beskrevs av Otto Staudinger 1892. Apamea basistriga ingår i släktet Apamea och familjen nattflyn. Inga underarter finns listade i Catalogue of Life.